# Ходжсон, Роджер
Чарльз Роджер Помфрет Ходжсон (англ. Charles Roger Pomfret Hodgson; род. 21 марта 1950, Портсмут, Гэмпшир) — британский певец и музыкант, один из основателей прог-рок-группы Supertramp. Он легко узнаваем по высокому звонкому голосу, который стал визитной карточкой группы, его тексты проникнуты душевными переживаниями и затрагивают философские темы. Фанатами ему дано имя Мистер Супертрэмп (англ. Mr. Supertramp).

## Биография
Ходжсон родился в 1950 году и вырос в Оксфорде, Англия в зажиточной семье среднего класса, учился в школе Стоу (Stowe School) в Бакингемшире. Некоторые из своих самых известных песен, таких как «Breakfast in America», «The Logical Song» и частично «Fool’s Overture» он написал дома на фисгармонии, что была куплена у соседа, когда Роджеру было 17 (этот инструмент можно услышать на заднем плане «Breakfast in America», а также «Two of Us» и его композиции «The Garden».
Соглашение об авторских правах, схожее с тем, что было у Леннона и Маккартни во времена Битлз, автором большинства песен числился тандем Дэвис-Ходжсон, независимо от того, кто в действительности являлся композитором, но в большинстве случаев композитора можно определить по исполнителю вокальной партии. Ходжсон написал большое количество популярных песен группы: «The Logical Song», «Dreamer», «Give A Little Bit», «Breakfast in America», «It’s Raining Again», «Take the Long Way Home» и «Fool’s Overture»
После ухода из группы в 1983, Ходжсон начал собственную карьеру с диска In the Eye of the Storm, появившегося в 1984 с хитами «Had a Dream (Sleeping with the Enemy)» и «In Jeopardy». На альбоме Ходжсон выступает не только как композитор и исполнитель почти всех партий, но и как продюсер. Также, существует слух, что композиция «Hooked On A Problem» должна была появиться на месте «Breakfast In America» с одноименного альбома 1979 года.
Его следующий альбом, Hai Hai, выпущенный в 1987 оказался под существенных влиянием синт-поповых тенденций середины 80-х, тем не менее Ходжсон не изменил своим композиционным стандартам. Выпуск альбома омрачился травмой Ходжсона: упав у себя дома и сломав обе кисти, он был лишен возможности поддержать альбом в турне и кроме того взял большую паузу на восстановление и долгое время не выступал и не записывал нового материала.
В 1997 году он впервые уехал в турне и выпустил концертный альбом «Rites of Passage», записанный в Невада-Сити, Калифорния. Он выступал с полноценной группой, включая его сына Эндрю и Джоном Хелливелом (John Helliwell), саксофонистом группы Supertramp, после чего последовало первое сольное мировое турне в 1998.
Ходжсон появился на альбоме Excalibur: La Legende Des Celtes с двумя песнями: «The Elements» и «The Will of God». Лидером проекта был Алан Саймон (Alan Simon) в 1999 году.
В 2000 Ходжсон спел на альбоме Карлоса Нуньеза (Carlos Núñez) под названием Mayo Longo в композиции «The Moon Says Hello».
Третий альбом Ходжсона 2000 года Open the Door был в русле его предыдущих работ и в духе работ с Supertramp.
В Августе 2000 Ходжсон вместе с Fairport Convention выступал на фестивале Кропреди (Cropredy Festival), исполняя Breakfast In America, The Logical Song, Open The Door and Give A Little Bit, Open The Door сам, остальные же композиции — вместе с группой.
В 2001 году Ходжсон гастролирует в составе группы Ринго Старра Ringo Starr and His All-Starr Band на месте соло-гитариста, работает вместе с Тревором Рэбином (который появляется в композиции «The More I Look» на альбоме Open the Door. Кроме того пишет сингл «Walls» с альбома группы Yes Talk. Версию этой песни с голосами Ходжсона и Рэбина можно услышать на сольной работе последнего 2003 года под названием «90124».
Ходжсон до сих пор дает концерты, в большинстве случаев выступая один, время от времени с другими музыкантами или целым оркестром, аккомпанирующим ему. Он принимал участие в серии концертов в Бельгии и Германии Ночных Балов (Night of the Proms) в конце 2004 года, кроме того на рок-фестивале в Боспопе (Bospop) в 2005 году.
В мае 2006 Роджер получил награду от Американского Общества Композиторов, Авторов и Издателей (ASCAP) за композицию Give A Little Bit, как одну из самых часто исполняемых в 2005. Та же организация наградила Ходжсона в Апреле 2008, когда его песня «Breakfast in America» была переделана Gym Class Heroes и получила название «Cupid’s Chokehold».
30 ноября 2005 года он в первый раз выступил на родине за последние двадцать лет, на Shepherd’s Bush, в Лондоне. Изначально планировалось запечатлеть выступление и выпустить на DVD, вместо этого концерт был записан в Place Des Arts в Монреале, Канада 6 июня 2006. Первый DVD Ходжсона, выпущенный 22 августа 2006 получил название Take The Long Way Home — Live In Montreal. В октябре того же года DVD получил статус платинового Канадской Ассоциации Записывающей Индустрии.
Ходжсон участвовал в шоу Канадский Идол (Canadian Idol) в качестве наставника.
Ходжсон принял участие в концерт посвященном принцессе Диане на стадионе Уэмбли (Wembley Stadium) 1 июля 2007 года. Он спел попурри из своих наиболее популярных песен: «Dreamer», «The Logical Song», «Breakfast in America» and «Give A Little Bit».
18 сентября 2007 года компания Eagle Vision переиздала DVD «Take The Long Way Home — Live In Montreal».
В настоящее время музыкант гастролирует исполняя, как песни с сольных альбомов, так и материал Supertramp.

## Разное
- Перед тем, как присоединиться к Supertramp, Ходжсон записал сингл под названием «Argosy». Сингл «Mr. Boyd» выпустил лейбл DJM (Британия) и Congress (США), считающийся сейчас раритетом. Звучит он более психоделично и попсово по сравнению с работами в Supertramp, но голос также легко отличим. В записи участвовали: Калеб Куэй (Caleb Quaye) — гитара, Найджел Олссон — барабаны и Элтон Джон на фортепиано. В 1997 Джей Шиллингфорд (Jake Shillingford) и его группа My Life Story записали свою версию этой песни на альбоме «The Golden Mile».
- Существует по меньшей мере 4 версии композиции «Land Ho». Первая — раннее демо, которое было впоследствии отредактировано и записано на второй стороне сингла «Summer Romance» выпущенного в 1973 году, другая версия является другой редакцией и планировалось её появление на альбоме Crisis? What Crisis? в 1975, но в итоге она не была включена в альбом и попала на антологию Supertramp (The Supertramp Anthology — A Retrospectacle) и наконец, версия песни на втором сольном альбоме Роджера — «Hai Hai» в 1987 году.